# Haaksirikkoiset
Haaksirikkoiset (français : Les naufragés) est un monument public érigé sur la Colline de l'observatoire dans le quartier d'Ullanlinna à Helsinki en Finlande.

## Histoire
Il a été sculpté par Robert Stigell et érigé en 1898. 
La sculpture a été fondue à Paris, elle mesure 4,5 mètres de haut, avec son soubassement en granite elle culmine à 6 mètres.
Haaksirikkoiset a fait l'objet de nombreuses interprétations patriotiques.
Elle représente une famille confrontée à un naufrage.
Le personnage tend la main vers l’occident, ce qui était en soi un geste susceptible d'éveiller des sentiments patriotiques à une époque où la Finlande était sous la domination de l'empire russe.

## Galerie

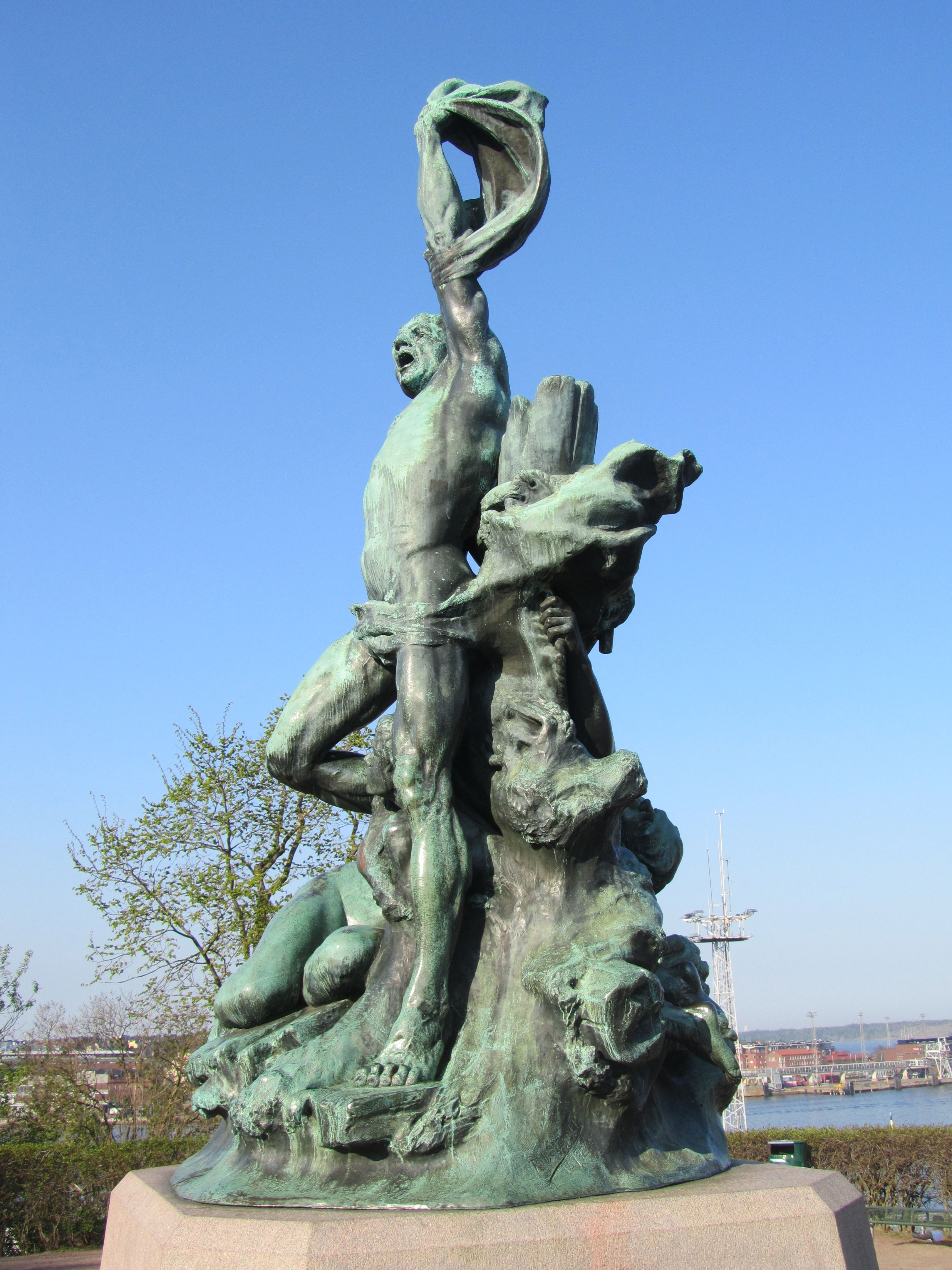
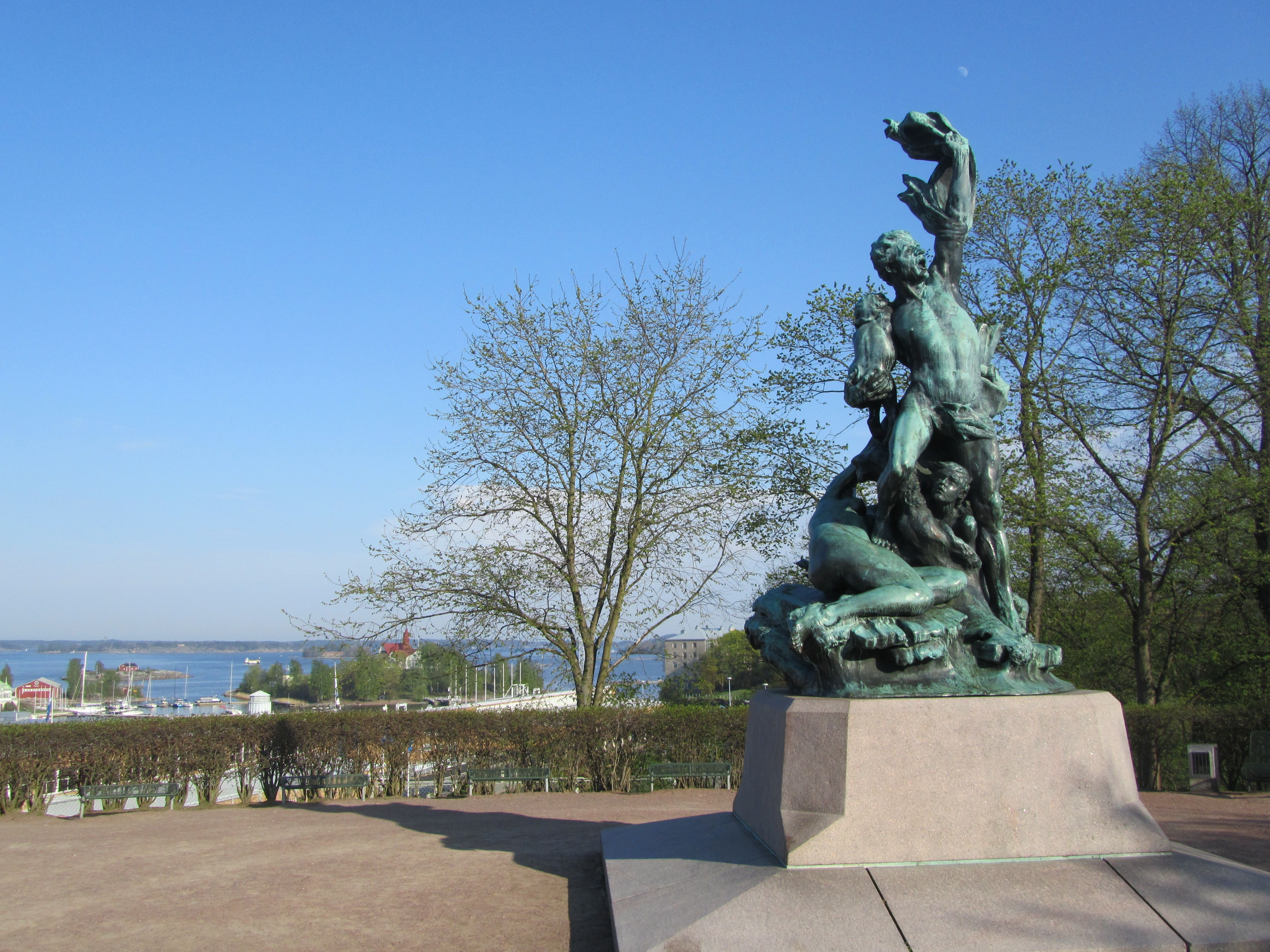
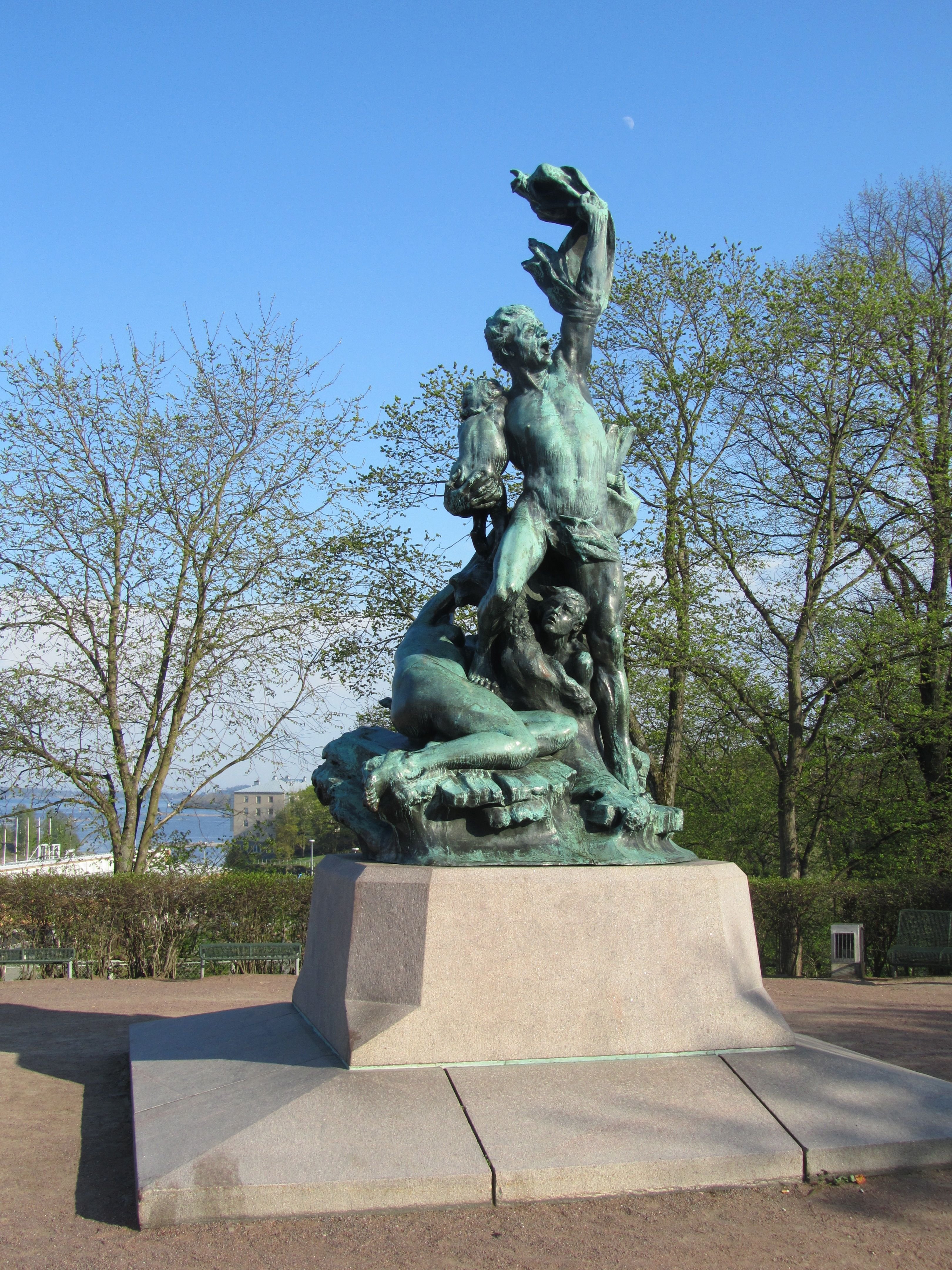
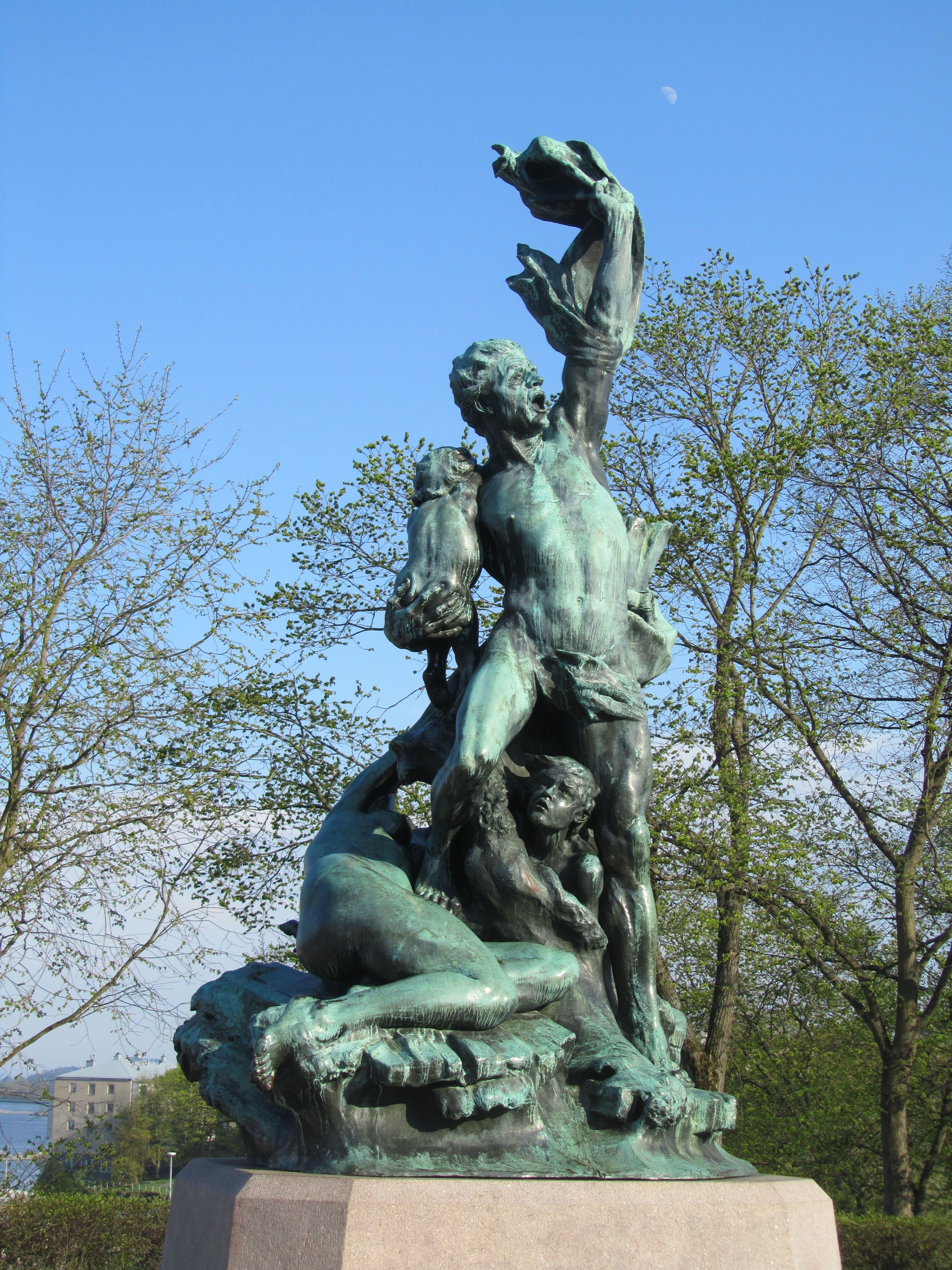
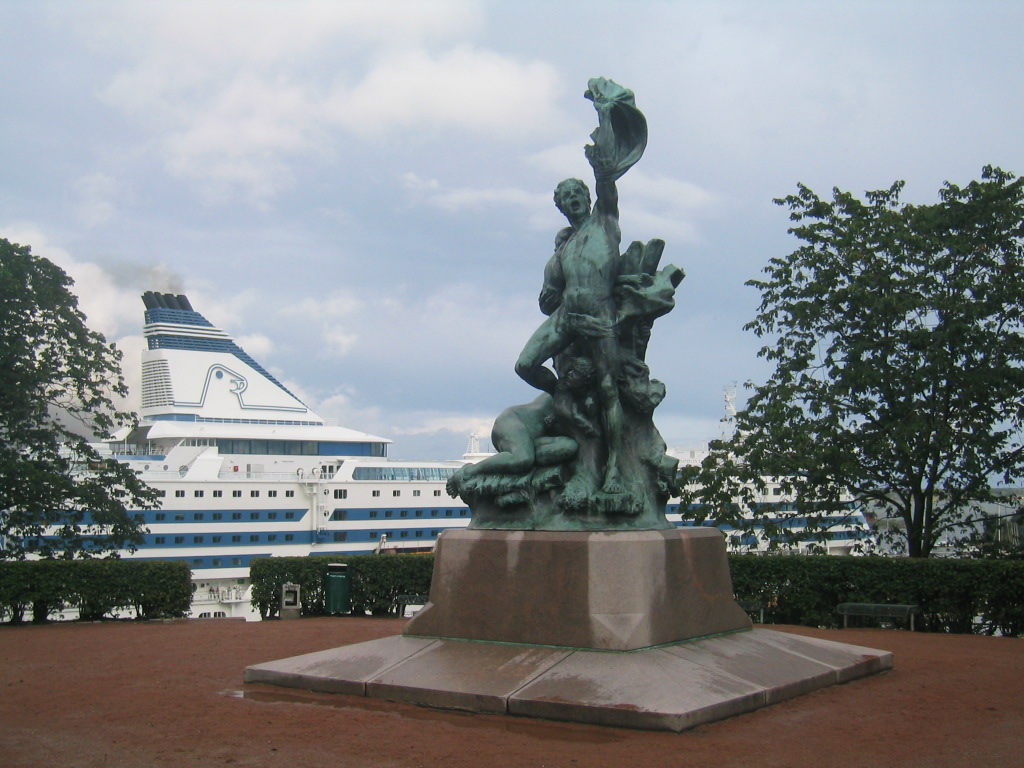
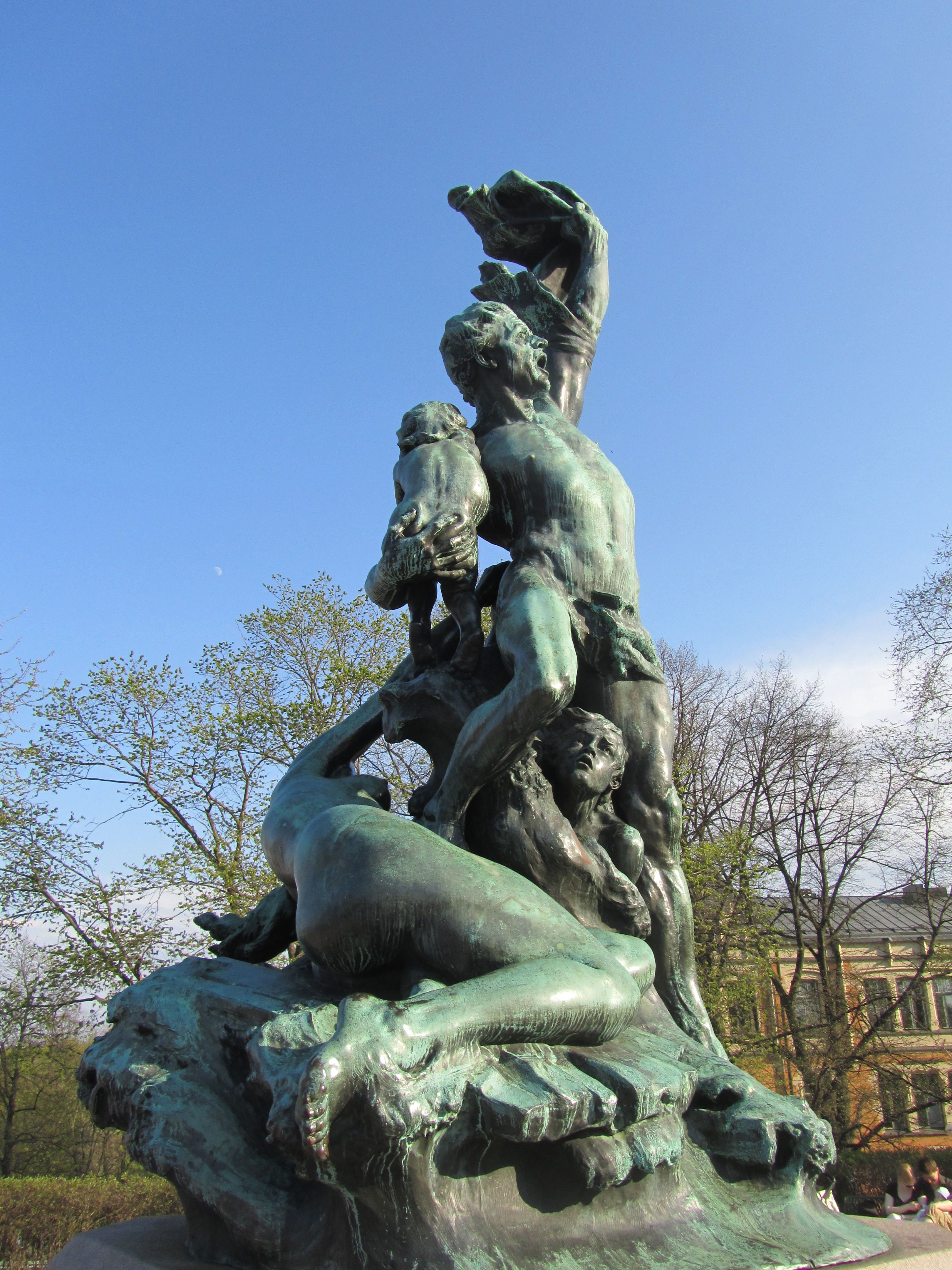